# 东航金融
东航金控有限责任公司（简称“东航金融”）是国务院国资委管理的中国东方航空集团公司的全资子公司，注册资本：63.8亿元人民币。作为东航集团金融产业支柱，东航金融于2003年9月12日经上海市工商行政管理部门批准正式成立，通过多年资产整合，目前控股、参股或管理东航集团财务有限责任公司、东航期货有限责任公司、东航国际融资租赁有限公司、东航国际控股（香港）有限公司、东航国际金融（香港）有限公司、汇添富基金管理有限公司和航联保险经纪有限公司等。

## 母公司
中国东方航空集团公司（以下简称东航集团）总部位于上海，是我国三大国有骨干航空运输集团之一。在2002年，以原东航集团公司为主体，兼并原中国西北航空公司、联合原云南航空公司基础上组建而成中国东方航空集团公司。

## 经营范围
- 海外证券经纪（子公司）
- 证券自营（子公司）
- 证券投资咨询（子公司）
- 与证券交易、证券投资活动有关的投资顾问（子公司）
- 证券、期货资产管理业务（子公司）
- 商品期货经纪（子公司）
- 金融期货经纪（子公司）
- 股权投资（子公司）
- 境外业务（子公司）